# Antoine-Marin Lemierre
Antoine-Marin Lemierre, född den 12 januari 1733 i Paris, död den 4 juli 1793 i Saint-Germain-en-Laye, var en fransk dramatiker.
Lemierre rönte framgång med åtskilliga deklamatoriska tragedier, bland annat Hypermnestre (1758) och Guillanme Tell (1766). Lemierre skrev även lärodikter, bland annat La peinture (1769) och Les fastes, ou les usages de l'année (1779). Lemierre invaldes 1781 i Franska akademien. Hans Oeuvres utgavs i 3 band 1810.